# Cobelura lorigera
Cleodoxus lorigera là một loài bọ cánh cứng trong họ Cerambycidae.